# نو آباد
نو آباد (بالفارسية: نوآباد) هي قرية أفغانية في مقاطعة خواهان التابعة لولاية بدخشان الواقعة في شمال شرق أفغانستان.